# 정영환
정영환(1938년 12월 7일 ~ )은 대한민국의 전직 축구 선수이다. 선수 시절 포지션은 골키퍼였다.

## 수상

### 팀
- AFC 아시안컵 우승: 1960
- 아시안 게임 은메달: 1962